# Talbrücke Altwipfergrund
Die Talbrücke Altwipfergrund ist eine 280 m beziehungsweise 278 m lange Balkenbrücke. Sie ist die erste Großbrücke in Deutschland mit Stegen aus Stahltrapezprofilen sowie mit einer vorgespannten Fahrbahn- und Bodenplatte aus Stahlbeton, was auch als Hybridkonstruktion bezeichnet wird.
Die Brücke liegt im Zuge der BAB 71 im Thüringer Wald zwischen den Anschlussstellen Ilmenau-Ost und West und überspannt den Altwipfergrund mit einem Naturschutzgebiet in einer Höhe von ungefähr 35 m. Gebaut wurde die Brücke mit zwei getrennten Überbauten zwischen den Jahren 1999 und 2001.

## Unterbauten
Die Widerlager und Pfeiler sind auf Großbohrpfählen gegründet. Die Pfähle haben einen Durchmesser von 1,20 m und Längen bis zu 25 m. Die Pfeiler mit einer maximalen Höhe von 25 m bis zur Unterkante des Überbaus weisen einen Vollquerschnitt auf. Die Abmessungen der Pfeiler verkleinern sich durch einen Anzug bis auf 5,5 m × 3,0 m unterhalb des Überbaus.

## Überbauten

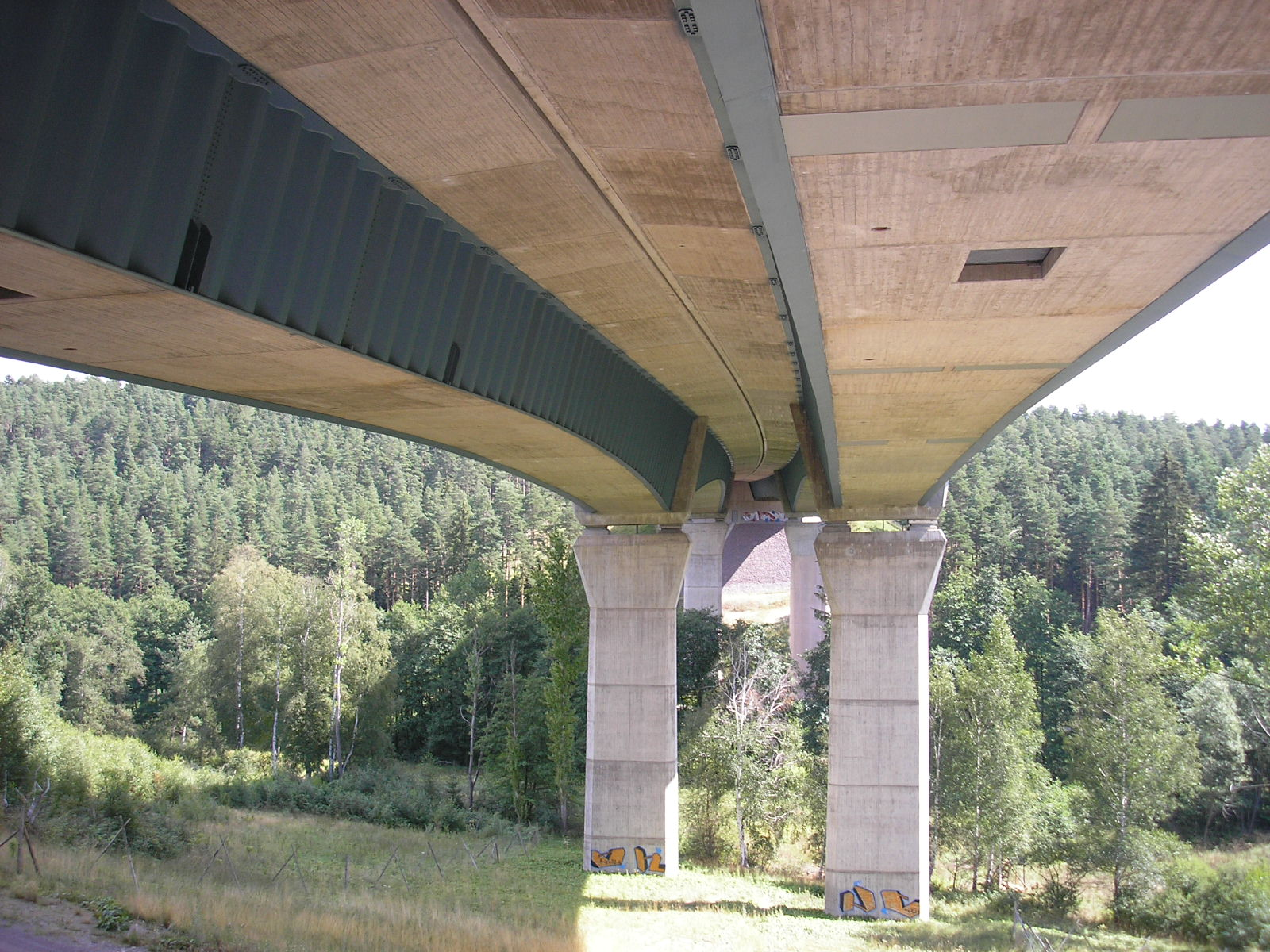
Brückenunterseite

Die Stützweiten betragen beim Überbau Nord 81,47 m und 81,35 m in den Randfeldern sowie 115 m im mittleren Feld. Die Überbauten sind einzellige, gevoutete, vorgespannte Hohlkästen aus längsvorgespannten Fahrbahn- und Bodenplatten. Die Stege bestehen aus Stahltrapezblech mit einer Höhe von 70 cm. Dadurch konnte das Eigengewicht des Überbaus vermindert werden sowie die Wirkung der Vorspannung verbessert werden. Die Vorspannung besteht aus einer Mischbauweise mit internen und externen Spannkabeln. Der Bewegungsruhepunkt in Längsrichtung ist in Brückenmitte, wo die  Pfeiler mit dem Überbau unverschieblich verbunden sind. Die Konstruktionshöhe der Hohlkästen beträgt in Feldmitte 2,8 m und wächst bis zu den Pfeilern auf 6,0 m an. Die beiden Überbauten sind zusammen 28,5 m breit.

## Ausführung
Die Brücke wurde als Waagebalken im Freivorbau hergestellt. Die Abschnittslänge der Vorbauabschnitte betrug 6,57 m. Dabei wurden zuerst die Trapezträgerstege montiert, anschließend folgte die Herstellung der Bodenplatte und abschließend das Betonieren der Fahrbahnplatte.